# Song Airlines
Song, LLC era um serviço aéreo de baixo custo dentro de uma marca de companhia aérea pertencente e operada pela Delta Air Lines de 2003 a 2006. Todos os voos da Song foram operados pela Delta Air Lines. O foco principal da Song era o tráfego de lazer entre o nordeste dos Estados Unidos e a Flórida, mercado onde competia com a JetBlue Airways. Também operou voos entre a Flórida e a Costa Oeste, e do Nordeste para a Costa Oeste.
A marca Song foi colocada em mais de 200 voos por dia, que transportavam mais de dez milhões de passageiros. A companhia aérea se destacou por preços acessíveis e amenidades de luxo, incluindo assentos de couro, maior espaço para as pernas, telas de entretenimento pessoal e "emphasis' no branding.
A marca Song foi dissolvida em 2006 após a reestruturação da falência da Delta, com todas as aeronaves, rotas e equipe da Song revertendo para a Delta. Muitos dos recursos mais populares de Song, incluindo assentos de couro, sistemas de entretenimento pessoal e sistema de reserva mais simples, foram integrados aos voos da Delta como parte de sua reformulação de marca pós-falência. O último vôo de Song decolou em 30 de abril de 2006. Em 1º de janeiro de 2008, a Delta começou a repintar a última aeronave com a pintura Song nas cores da linha principal da Delta Air Lines.

## História

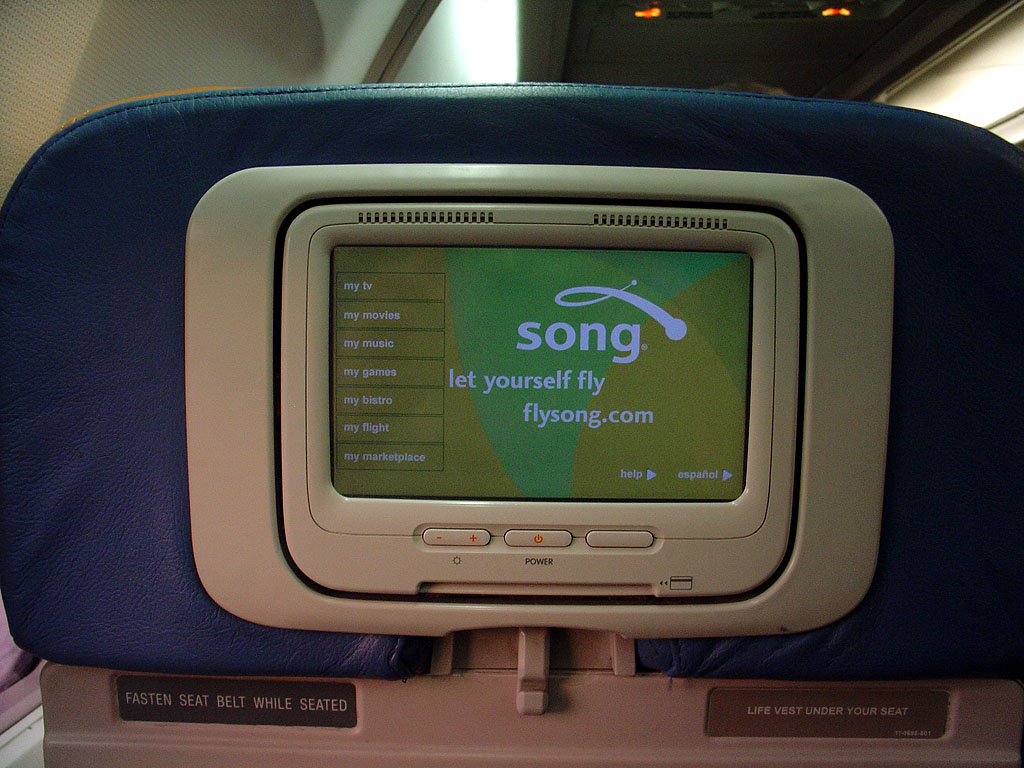
Sistema de entretenimento a bordo.

Antes de Song começar a operar em 15 de abril de 2003, como uma marca Delta de baixo custo, o serviço se engajou em uma estratégia de marca de longo prazo que identificou um determinado estrato de mulheres profissionais descoladas e preocupadas com estilo como seu mercado-alvo. Song foi a primeira companhia aérea projetada para mulheres. Partes desse processo de branding foram documentadas no episódio "The Persuaders" de 2004 do Frontline e nos materiais adicionais do episódio. O nome, a identidade da marca, os interiores das cabines e os ambientes do aeroporto foram projetados pela Landor Associates em Nova York. O marketing para o lançamento de Song incluiu uma ligação promocional com o programa de televisão The Apprentice, bem como uma loja boutique de tijolo e argamassa chamada "Song in the City" no bairro SoHo de Nova York e uma loja em Prudential, em Boston. Centro.
Song foi capaz de lançar de forma rápida e fácil, reaproveitando aeronaves, comissários de bordo, sistemas de reservas e recursos do aeroporto da Delta. As aeronaves de Song foram equipadas com assentos de couro e sistemas de entretenimento pessoal gratuitos em todos os assentos, com seleções programáveis de MP3 de áudio, jogos de perguntas e respostas que podiam ser jogados contra outros passageiros, um rastreador de vôo e televisão por satélite (fornecida pela DISH Network). Song oferecia bebidas gratuitas, mas cobrava pelas refeições e bebidas alcoólicas. Foram oferecidas caixas de lanches de marca e refeições orgânicas saudáveis. As instruções de segurança de voo foram cantadas ou de outra forma interpretadas artisticamente, dependendo da tripulação de cabine. O voo Song também incluiu uniformes de tripulação projetados por Kate Spade, coquetéis personalizados criados pelo empresário da vida noturna Rande Gerber e um programa de exercícios em voo projetado pelo guru do fitness da cidade de Nova York David Barton.
Em 14 de setembro de 2005, a empresa entrou com pedido de concordata, alegando aumento dos custos de combustível. Após a falência, vários dos principais apoiadores de Song deixaram a Delta, e a empresa foi incapaz de apoiar duas marcas. Além disso, a Delta enfrentou pressão de seus sindicatos, que estavam descontentes com Song e com a perda de privilégios de antiguidade entre seus comissários de bordo. Em 28 de outubro de 2005, a Delta anunciou planos de descontinuar a marca Song e incorporar suas aeronaves à operação doméstica de longa distância da Delta a partir de maio de 2006. Eventualmente, os 48 aviões Boeing 757-200 foram convertidos para incluir 26 assentos de primeira classe e repintados com as cores da Delta. A erradicação da companhia aérea foi vista por analistas de aviação como uma medida para reduzir custos e emergir da falência.
A Song foi oficialmente removida das futuras programações da Delta em 22 de fevereiro de 2006. O último voo de Song foi o #2056 do Aeroporto Internacional Las Vegas McCarran para o Aeroporto Internacional de Orlando, que partiu às 11h48 em 30 de abril de 2006.

## Frota

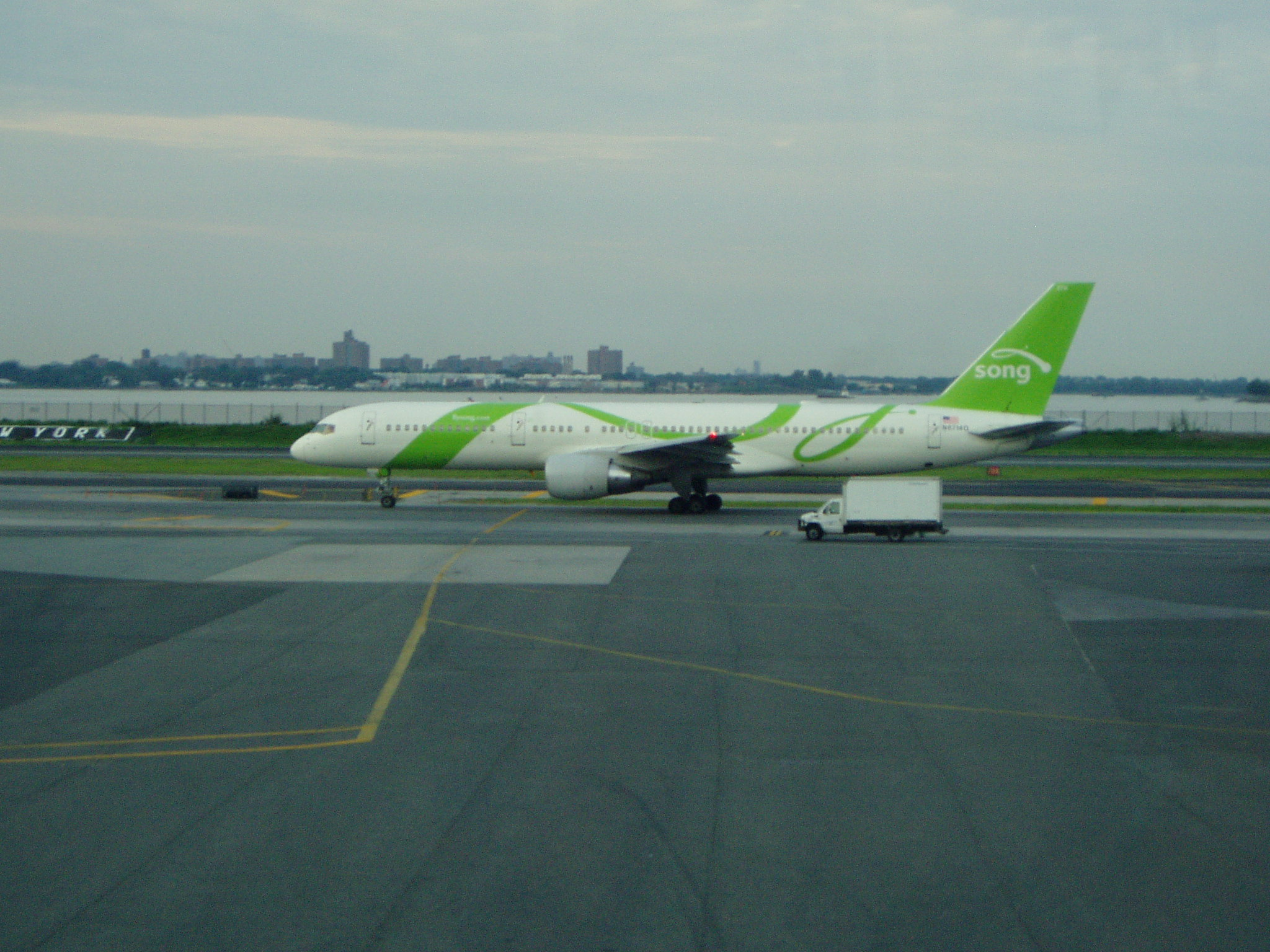
Um Boeing 757-200 da Song no Aeroporto LaGuardia

A frota da Song consistia nas seguintes aeronaves (2006):
| Aeronaves      | Total | Passageiros | Notas |
| -------------- | ----- | ----------- | ----- |
| Boeing 757-200 | 45    | 199         |       |